# Brigitte Auber
Brigitte Auber, pseudonimo di Brigitte Cahen de Labzac (Parigi, 27 aprile 1925), è un'attrice francese.

## Biografia
Dopo l'esordio cinematografico nel 1947, il regista Jacques Becker le affidò il ruolo di Thérèse nel film Le sedicenni (1949), che ebbe un grande successo di pubblico e lanciò anche altri giovani attori come Daniel Gélin, Maurice Ronet e Pierre Mondy, diventando una sorta di manifesto in cui si identificò la nuova generazione francese. Tra gli altri ruoli da lei interpretati, quello di Denise Lambert nel drammatico Sotto il cielo di Parigi (1951), per la regia di Julien Duvivier. Brigitte Auber è nota inoltre per il ruolo di Danielle Foussard nel film Caccia al ladro (1955) di Alfred Hitchcock, nel quale fu antagonista di Cary Grant e Grace Kelly.
Nel 1970 interpretò il ruolo di Françoise de Mettray adulta nella miniserie televisiva Mauregarde di Claude de Givray. Lo stesso personaggio, ma in età giovanile, venne impersonato nella stessa serie da Claude Jade, altra attrice francese ad essere stata precedentemente diretta da Alfred Hitchcock nel film Topaz (1969). Nel 1998 la Auber apparve nel film in costume La maschera di ferro di Randall Wallace, interpretando il breve ruolo della dama di compagnia della regina madre. È stata una delle celebrità femminili firmatarie del Manifesto delle 343, dichiarazione firmata da 343 donne francesi che ammettevano di aver avuto un aborto, e che apparve sulla rivista francese Le Nouvel Observateur il 5 aprile 1971.

## Filmografia parziale
- Amore e fortuna (Antoine et Antoinette), regia di Jacques Becker (1947)
- Gli anni più belli (Les Amoureux sont seuls au monde), regia di Henri Decoin (1948)
- Le sedicenni (Rendez-vous de juillet), regia di Jacques Becker (1949)
- Vendetta rusticana (Vendetta en Camargue), regia di Jean-Devaivre (1950)
- Sotto il cielo di Parigi (Sous le ciel de Paris), regia di Julien Duvivier (1951)
- La donna del mio destino (Victor), regia di Claude Heymann (1951)
- L'amour toujours l'amour, regia di Maurice de Canonge (1952)
- Femmes de Paris, regia di Jean Boyer (1953)
- Caccia al ladro (To Catch a Thief), regia di Alfred Hitchcock (1955)
- Gli aristocratici (Les aristocrates), regia di Denys de La Patellière (1955)
- Ce soir les jupons volent, regia di Dimitri Kirsanoff (1956)
- Lorsque l'enfant paraît, regia di Michel Boisrond (1956)
- Il dottor Zigano (Mon pote le gitan), regia di François Gir (1959)
- Follia dei sensi (Le Coeur fou), regia di Jean-Gabriel Albicocco (1970)
- La maschera di ferro (The Man in the Iron Mask), regia di Randall Wallace (1998)

## Doppiatrici italiane
- Rosetta Calavetta in Caccia al ladro